# فيليبوس الثالث المقدوني
فيليبوس الثالث أرياديوس (تقريبا 359 ق.م. - 25 ديسمبر 317 ق.م.) (باليونانية القديمة:Φίλιππος Γ' Αρριδαίος)، كان ابنا للملك فيليبوس الثاني المقدوني أحد ملوك مقدونيا القديمة استلم السلطة بعد وفاة أخيه غير الشقيق الإسكندر الأكبر ولقد حمل ألقاب أخيه المتعددة (عدا لقب الشاه) واستمر حكمه من 11 يونيو 323ق.م. ولغاية مماته في 25 ديسمبر 317ق.م. وذلك وبحسب اتفاقية تريبارادايسوس واتفاقية بابل، وشاركه الحكم ابن الإسكندر الأكبر من زوجته روكسانا الإسكندر الرابع المقدوني والذي كان تحت وصاية القائد بيرديكاس ولاحقا أنتيباتر نظرا لأنه كان للتو مولودا.

## نسبه
هو ابن الملك فيليبوس الثاني المقدوني من الراقصة فيلينا من لاريسا، والتي كانت راقصة من ثيساليا، وهو الأخ غير الشقيق للإسكندر الأكبر. سمي أرياديوس عند الولادة، وقام بتبني الاسم فيليبوس لدى تسلمه مقاليد الحكم.
| Q3 · E23 | M17 | M17 | Q3 · Z7 | Aa18 |

| Q3 · E23 | M17 | M17 | Q3 · Z7 | Aa18 |

| G39 | N5 |

| G39 | N5 |

| D28 | C1 | C12 | U21 · N35 · N36 |

| D28 | C1 | C12 | U21 · N35 · N36 |

| M23 | L2 |

| M23 | L2 |

| M14 | N16 · N16 |

| M14 | N16 · N16 |

| G5 |

| G5 |

| S38 | N29 | N25 · N25 · N25 |

| S38 | N29 | N25 · N25 · N25 |

| G16 |

| G16 |

| U6 | M17 | M17 | G23 | Z4 |

| U6 | M17 | M17 | G23 | Z4 |

| G8 |

| G8 |

## البدايات وتولي العرش
في تقرير بلوتارش، تمت الإشارة إلى أن أسباب الإعاقة الجسدية والنفسية التي عانى منها أرياديوس تعود إلى محاولة الملكة أوليمبياس زوجة فيليبوس الثاني تسميمه وذلك لتزيحه كمنافس محتمل لابنها الإسكندر الأكبر على تاج مقدونيا. ولكن بكل الأحوال ليس هناك أي دليل مادي على حدوث هذا. خاصة وأن الإسكندر الأكبر كان قد أحب أخيه أرياديوس وأخذه معه في حملاته وذلك لسببين أساسيين الأول حمايته والثاني لكي لا يتم استعماله كمنافس له على تاج وحكم مقدونيا. بعد وفاة الإسكندر في مدينة بابل، تمت تسمية أرياديوس ملكا على مقدونيا من قبل الجيش المقدوني في آسيا. وبكل الأحوال فقد كان أرياديوس رمزا للملك أكثر من كونه ملكا وذلك بسبب سيطرة قادة الإسكندر عليه، استمر في الحكم حتى وفاته إلا أن فترة حكمه لم تدم طويلا.